# Пальцино (Богородський район)
Пальцино (рос. Пальцино) — присілок в Богородському районі Нижньогородської області Російської Федерації.
Населення становить 25 осіб. Входить до складу муніципального утворення Шапкинська сільрада.

## Історія
Від 2004 року входить до складу муніципального утворення Шапкинська сільрада.

## Населення
| 1999 | 2002 | 2010 |
| ---- | ---- | ---- |
| 32   | ↘27  | ↘25  |